# Sangue ruim
Sangue ruim era o falso diagnóstico apresentado pela pseudociência da eugenia, com o qual se procurava justificar certas doenças em indivíduos, sobretudo de etnia não europeia, justificando assim uma suposta superioridade racial destes e, em última análise, emprestando um suposto caráter "científico" ao racismo que defende.
O sangue ruim seria um tipo de veneno intrínseco ao indivíduo, e portanto contaminaria toda a sua descendência pela má carga genética, prejudicando de forma cabal toda sua cadeia hereditária que, segundo seus defensores, seria "degenerada". Em contraposição aos de "sangue bom", os portadores do "sangue ruim" seriam indivíduos propensos à prática de crimes; essa ideia foi aceita e divulgada por cientistas e intelectuais, e levou pessoas de vários países, como o Brasil, a justificar as práticas de racismo e segregação racial.
Ser portador de "sangue ruim" significava estar contaminado e também ser um agente contaminante; de uma antiga metáfora para a hereditariedade, o sangue passou ele mesmo a ser considerado veículo de infecção, para os eugenistas.
Ao dar ênfase na hereditariedade como agente do progresso humano, a eugenia levou a medicina a dar importância para a ascendência e à raça; neste particular a determinação de qual raça era boa ou ruim não foi inerente à eugenia, em si mesma - mas também fruto da cultura dominante: tendências racistas culturais foram, assim, "medicalizadas"; os eugenistas, que incluíam diversos funcionários da saúde pública, eram de origem branca, de classe média, e isto se refletiu nas ideias que defendiam.

## Histórico
O termo foi proposto já pelo idealizador da eugenia, sir Francis J. Galton, na obra "Inquiry into Human Faculty and its Development" (1883), em que originalmente propunha suas ideias, supostamente baseado na teoria da evolução das espécies de Charles Darwin (de quem guardava algum parentesco).
Convencido de que sua ideia era verdadeira, Galton propunha uma seleção melhoradora na humanidade, com a esterilização de pessoas que apresentassem alguma "degeneração" física ou mental, e também daqueles pertencentes a raças que julgava inferiores, defendendo para tanto práticas como o casamento seletivo. Ele enfatizava que os portadores de "sangue ruim" (geneticamente inferiores) pioravam a qualidade genética de seus descendentes, para tanto pouco importando as características de seu parceiro, de tal forma que caberia ao estado controlar o casamento, que seria então permitido apenas entre as pessoas superiores - um discurso que influenciou todas as faixas do meio político e também no meio científico era visão dominante no início do século XX: isto apesar de todos esses conceitos serem baseados no conjunto de ideias da pangênese que, a partir de 1902 passaram a ficar desacreditas quando Walter Sutton e o Theodor Boveri deram início ao estudo do cromossomo como responsável pela transmissão dos caracteres hereditários.
No conceito de Galton, que se inspirava além de Darwin nas ideias de Malthus e de Lamarck bem como no pensamento dominante na intelectualidade da Inglaterra de seu tempo, o corpo absorvia do ambiente más influências, que guardaria nos órgãos sexuais por meio do que chamou de "gêmulas"; assim, mesmo indivíduos de raça dita superior poderiam se degenerar quando submetidos a condições como fome e pobreza gerando gêmulas que se acumulariam de tal forma que a única solução seria a seleção para que não contaminem os portadores de saúde.
As ideias de Galton influenciaram correntes ideológicas e defensores que em várias partes fundaram entidades que pregavam a eugenia; no plano político, teve sua versão extrema no regime nazista.
Na terminologia criada pelos médicos eugenistas, bem como usado na bacteriologia, a esterilização passou a ser um novo método  para eliminar os agentes que reproduziam uma doença; a teoria abriu um precedente para que o Congresso dos Estados Unidos aprovasse em 1924 uma lei de restrição à imigração com restrições étnicas — tal como se fizera antes em 1892 com a imposição de quarentena aos imigrantes judeus durante uma epidemia de tifo; portadores de "sangue ruim" passaram a sofrer restrições também por meio de leis baseadas na eugenia.

## Casos concretos
Com a ampla difusão da eugenia como teoria cientificamente aceita, desde o final do século XIX e do XX ações tiveram por plano de fundo o combate ao "sangue ruim" de pessoas e povos considerados inferiores; na Alemanha por exemplo, mesmo antes do nazismo, foi uma prática colonial.

### Massacre em Ohmeke

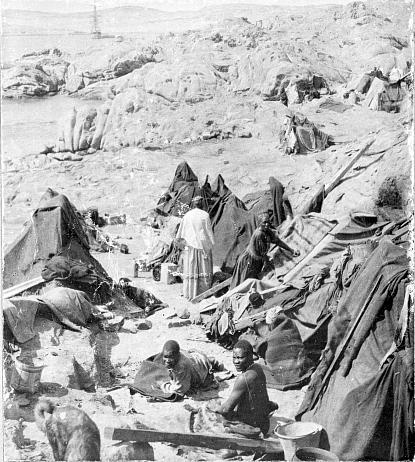
Campo de extermínio Herero, na ilha Shark.

Ao levar em prática as ideias eugênicas de controle do sangue, os alemães empreenderam na Namíbia justificaram o massacre de 80% da população de hereros naquela então colônia germânica em África; o comandante Lothar von Trotha defendia abertamente o genocídio que se concretizou em 1906.
Os que não morreram nas revoltas foram levados a campos de extermínio, onde eram submetidos a torturas, mulheres eram estupradas e muitos vieram a morrer pelos maus tratos: tudo cientificamente registrado, sendo seus corpos utilizados para as mais diversas pesquisas.

### Sífilis em negros nos Estados Unidos (1932-1972)

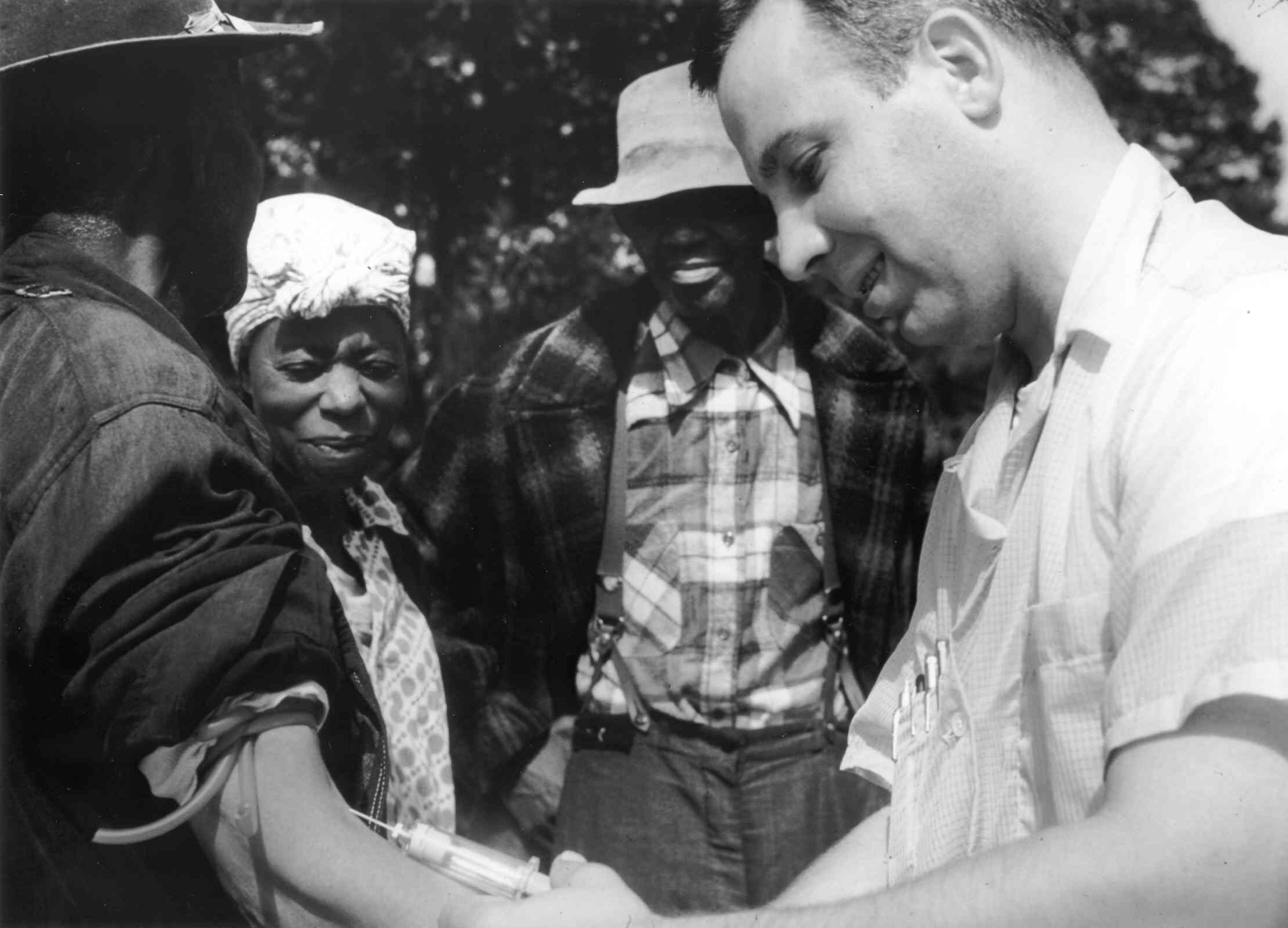
Médico realiza coleta de sangue, em Tuskegee: a sífilis foi "diagnosticada" como "sangue ruim" em infame experimento.

Baseado nos conceitos da eugenia, o Serviço de Saúde Pública dos Estados Unidos desenvolveu entre 1932 e 1975 um experimento com a comunidade de negros da cidade de Tuskegee, no Alabama para estudo da sífilis.
Seiscentos homens negros foram mantidos sem qualquer tratamento para a sífilis, mesmo depois da produção em escala da penicilina na década de 1940, dos quais 399 deles eram portadores da doença e, para mascarar o real problema, foram diagnosticados como portadores de "sangue ruim" e portanto sem tratamento; como participantes do experimento oficial os pacientes recebiam no dia dos exames uma refeição e, quando morriam, o pagamento das despesas funerárias.
A fim de preservar o experimento todas as instituições de saúde daquele país recebiam a lista dos envolvidos, e estavam proibidas de ministrar-lhes qualquer tratamento efetivo e, assim, prejudicarem a coleta de dados; quando do término deste somente setenta e oito sobreviveram (dos quais vinte e oito morreram diretamente da sífilis e cem de outros males derivados dela) e quarenta das esposas e dezenove dos filhos estavam também contaminados pelo mal.
O experimento de quarenta anos só teve fim porque em 1972 o jornalista da Associated Press Jean Heller publicou no The New York Times uma longa matéria denunciando o que se fazia; o governo federal dos EUA pagou a seis mil pessoas indenizações que somaram na época mais de dez milhões de dólares e, em 1997, o então presidente Bill Clinton apresentou um pedido formal de desculpas em solenidade na Casa Branca a cinco sobreviventes.
O caso foi retratado pelo historiador James Jones no livro de 1981 "Bad Blood: the Tuskegee Syphilis Experiment" (Sangue Ruim: o Experimento da Sífilis em Tuskegee, em livre tradução), onde este registra que o caso é lapidar porque foi "elaborado por pesquisadores supostamente preparados e com supervisão e respaldo de organismos governamentais".

## Principais defensores
Entre os primeiros defensores das ideias racistas que incluíam o conceito de "sangue ruim" estava o aristocrata francês Gobineau, que declarou expressamente que "o sangue ruim pode estragar o sangue bom".
Também Leonard Darwin, filho de Charles Darwin, tornou-se líder no Reino Unido das entidades defensoras da eugenia e foi o primeiro presidente da "Federação Internacional das Sociedades Eugênicas".
Eugen Fischer foi um médico alemão que, participante dos massacres perpetrados na Namíbia, veio a se tornar um dos principais defensores e praticantes da eugenia durante o nazismo, levando para outros povos de "sangue ruim" seu aprendizado com os experimentos realizados em África.

## Representação cultural
Na tradução brasileira de Harry Potter, série fictícia, foi usada a expressão "sangue ruim" que designa, para uma parte dos bruxos, aqueles que são nascidos de "não-bruxos"; esse conceito perpassa em todas as narrativas das obras, onde existe um constante conflito entre os bruxos que se consideram "sangue-puro" e, assim, superiores, de forma que existe "um movimento de racialização entre os grupos sociais em Harry Potter". A situação é lapidar com a personagem Hermione Granger, que sofre por parte de alguns colegas na escola de magia epítetos como "nascida-trouxa" ou "sujeitinha de sangue-ruim", especialmente pelo antagonista Draco Malfoy.
O termo original usado pela autora foi, em inglês, Mudblood que significa literalmente "sangue de lama" (como ainda é usado na tradução brasileira), e é um termo para designar de forma pejorativa os nascidos de pais "não-bruxos"; essa mudança entretanto, "não afetou semanticamente o conceito sugerido na palavra".
A temática de preconceito e discriminação na série de livros leva o personagem central, Harry Potter, a compreender que os bruxos "sangue-puro" são aqueles cujas famílias são formadas exclusivamente por ascendentes bruxos; além da separação entre os humanos e não-humanos (inferiores, na percepção dos grupos "conservadores"), estes deveriam se considerar superiores à comunidade de não-bruxos, que são chamados de "trouxas"; neste contexto a mestiçagem ocorre quando um "trouxa" se une a um "sangue-puro", chegando mesmo os defensores da superioridade bruxa a criar um "sistema de graduação para ilustrar o valor de um feiticeiro".